# Chabařovice
Ne doit pas être confondu avec Karmitz ou Karwitz.
Chabařovice (en allemand : Karbitz) est une ville du district et de la région d'Ústí nad Labem, en Tchéquie. Sa population s'élevait à 2 517 habitants en 2021.

## Géographie
Chabařovice se trouve à 8 km à l'ouest-nord-ouest du centre d'Ústí nad Labem et à 76 km au nord-ouest de Prague.
La commune est limitée par Přestanov et Chlumec au nord et au nord-est, par Ústí nad Labem et Chlumec à l'est, par Řehlovice au sud, et par Modlany et Krupka à l'ouest.

## Histoire
La ville était essentiellement peuplée d'Allemands jusqu'à l'expulsion des Allemands à la suite des décrets Beneš de 1945.

## Patrimoine

### Patrimoine religieux

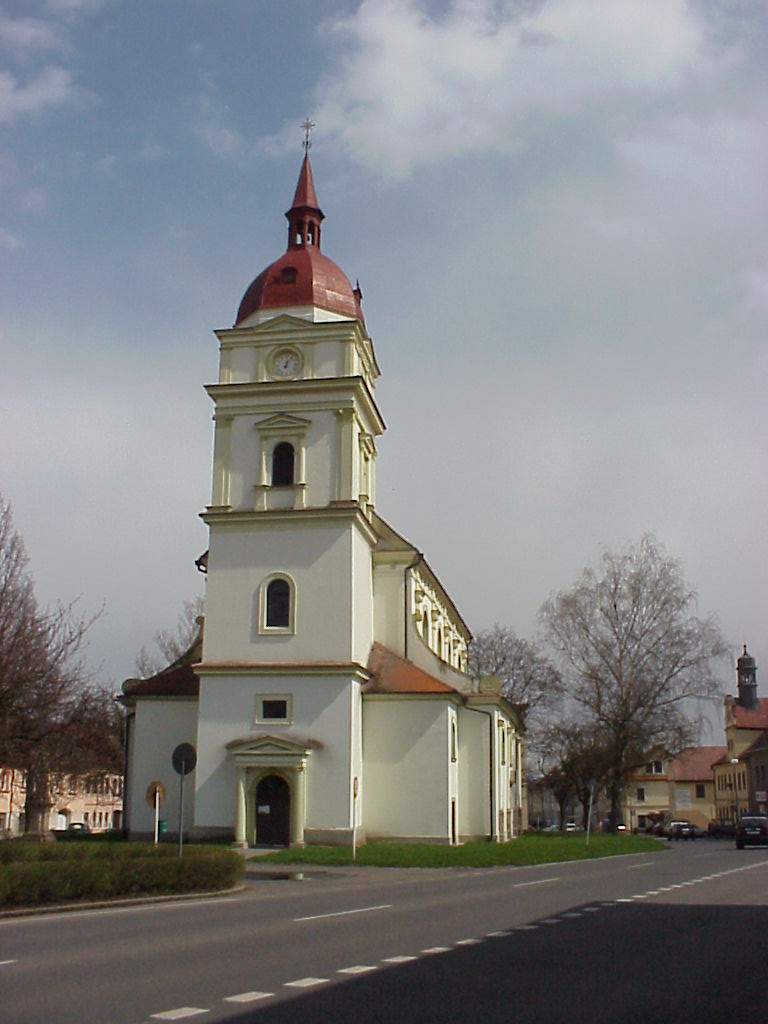
Église de la Nativité de la Vierge Marie.
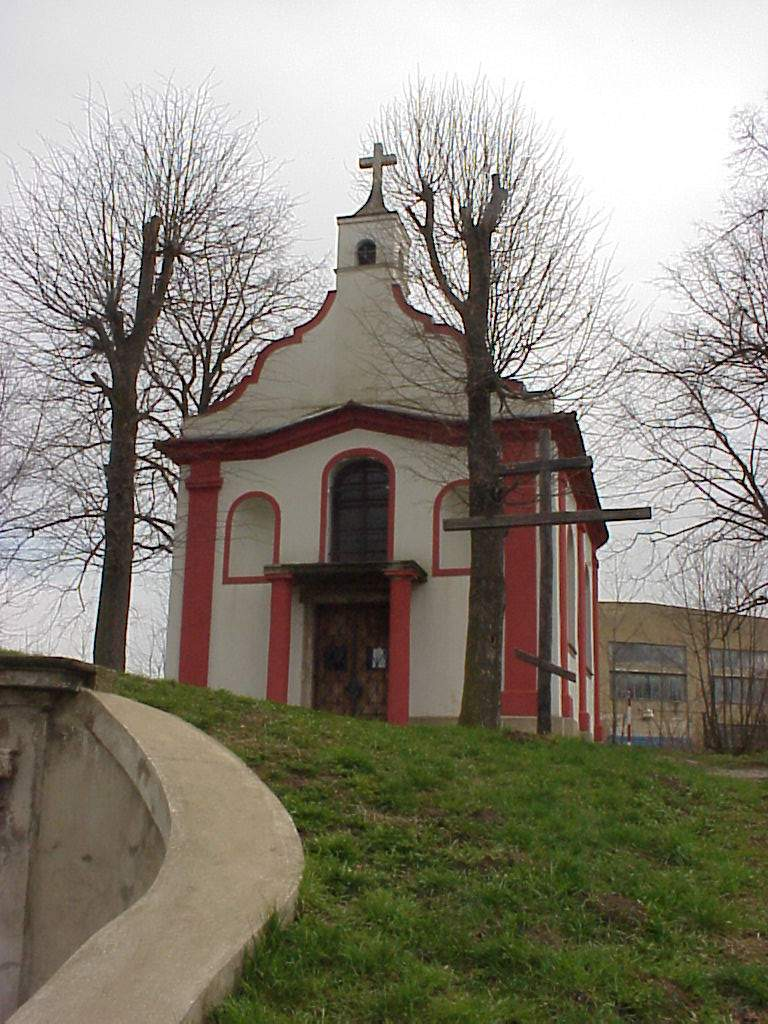
Chapelle Saint-Jean-Baptiste.
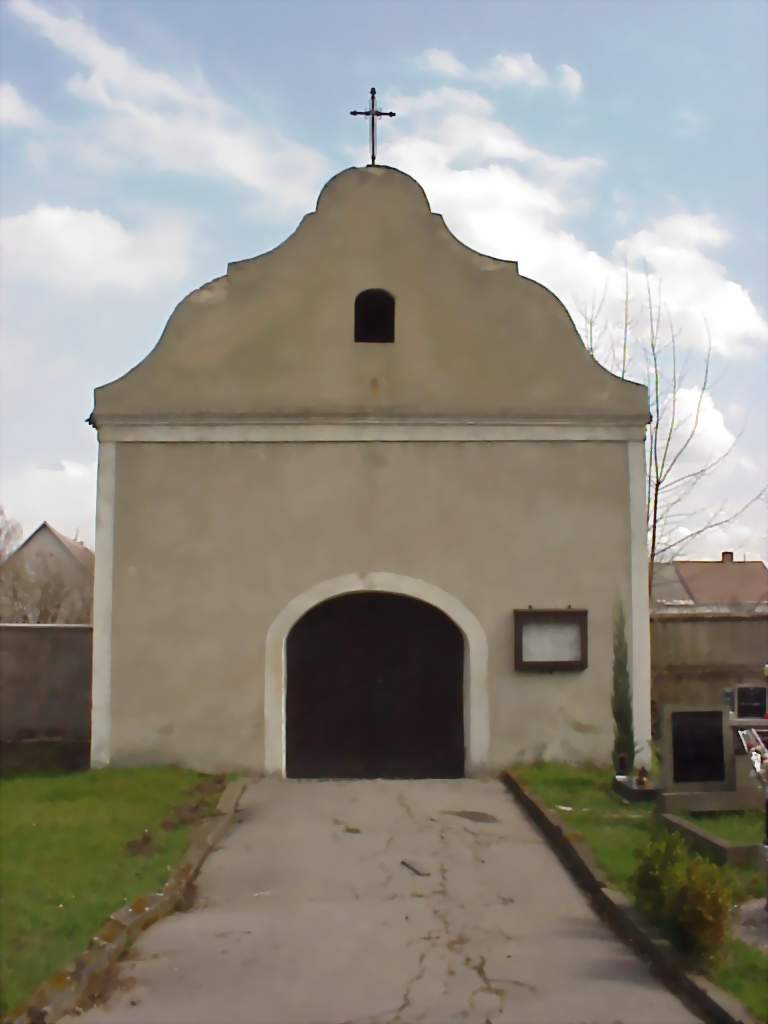
Chapelle Saint-Michel.
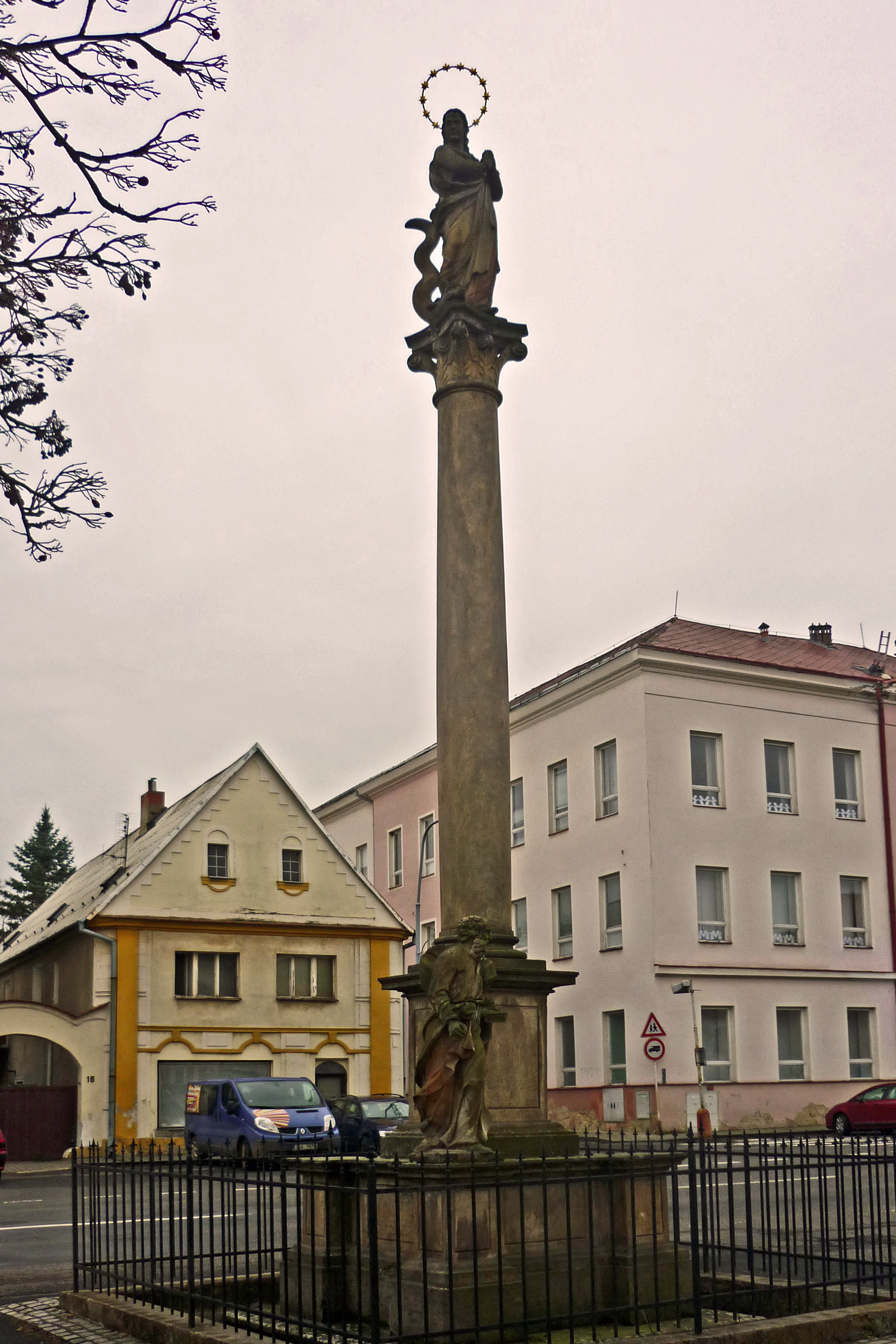
Colonne mariale.

## Transports
Par la route, Chabařovice se trouve à 8 km d'Ústí nad Labem et à 91 km de Prague.

## Jumelages
- Drebach (Allemagne)
- Ždiar (Slovaquie)